# Межегей
Сільське поселення (сумон) Межегей (рос.: Межегей) входить до складу Тандинського кожууна Республіки Тива Російської Федерації. Відстань до с. Бай-Хаак 14 км, до Кизила — 52 км, до Москви — 3978 км.

## Населення
Населення сумона станом на 1 січня року
| Рік    | 2011 | 2012 | 2013 | 2014 | 2015 |
| ------ | ---- | ---- | ---- | ---- | ---- |
| Насел. | 1145 | 1143 | 1151 | 1160 | 1161 |